# Wiebke Zweig
Wiebke Zweig (* 7. Februar 1982 in Lübeck) ist eine deutsche Politikerin (CDU) und seit 2022 Mitglied des Schleswig-Holsteinischen Landtages.

## Leben und Beruf
Zweig studierte Politikwissenschaften an der Katholischen Universität Eichstätt-Ingolstadt und an der Christian-Albrechts-Universität zu Kiel.
Von 2012 bis 2019 war sie wissenschaftliche Mitarbeiterin in der Forschung am Universitätsklinikum Schleswig-Holstein. Anfang 2020 wechselte sie zu einem Softwareunternehmen mit Schwerpunkt auf klinische Forschung, wobei sie klinische Studien in Deutschland begleitete. Ab 2022 arbeitete sie als Online-Marketing-Managerin im Bereich von Führungskräfteschulungen bei einer Unternehmensberatung in Eutin.
Zudem ist sie ehrenamtliche Richterin am Schleswig-Holsteinischen Verwaltungsgericht.

## Politische Tätigkeit
Seit 2018 ist Zweig Stadtpräsidentin und Stadtverordnete der Stadt Bad Schwartau.
Zweig bewarb sich über eine Kandidatur im Wahlkreis Ostholstein-Süd sowie über Platz 14 der CDU-Landesliste bei der Landtagswahl in Schleswig-Holstein 2022. Sie gewann mit 45,4 % der Erststimmen das Direktmandat und zog damit in den Landtag ein. Als stellvertretende Vorsitzende gehört sie dem Ausschuss für die Zusammenarbeit der Länder Hamburg und Schleswig-Holstein an und als ordentliches Mitglied dem Bildungsausschuss.

## Mitgliedschaften
Zweig ist Mitglied des Stiftungsvorstandes der Mathias und Charlotte Jäde Stiftung.

## Privates
Zweig lebt in Bad Schwartau, ist verheiratet und Mutter zweier Töchter.